# Rafter J Ranch (Wyoming)
Rafter J Ranch es un lugar designado por el censo ubicado en el condado de Teton en el estado estadounidense de Wyoming.  En el año 2010 tenía una población de 1.075 habitantes y una densidad poblacional de 632.35 personas por km² .

## Geografía
Rafter J Ranch se encuentra ubicado en las coordenadas 43°25′54.18″N 110°47′31.81″O / 43.4317167, -110.7921694. Según la Oficina del Censo, la localidad tiene un área total de 1,7 km² (0,7 mi²), de la cual 1,7 km² (0,7 mi²) es tierra y 0 km² (0 mi²) (0.0%) es agua.

### Localidades adyacentes
El siguiente diagrama muestra a las localidades en un radio de 36 kilómetros (22,4 mi) de Rafter J Ranch.

## Demografía
En el 2000 la renta per cápita promedia del hogar era de $63.199, y el ingreso promedio para una familia era de $65.781. El ingreso per cápita para la localidad era de $28.078. En 2000 los hombres tenían un ingreso per cápita de $37.125 contra $31.771 para las mujeres. Alrededor del 5.20% de la población estaba bajo el umbral de pobreza nacional.